# Карега (Верчели)
Карега је насеље у Италији у округу Верчели, региону Пијемонт.
Према процени из 2011. у насељу је живело 105 становника. Насеље се налази на надморској висини од 582 м.